# Castell de Terrassa (Rigardà)
El castell de Terrassa és una antiga fortificació medieval de la comuna de Rigardà, a la comarca del Conflent (Catalunya del Nord).
És situat a dalt d'una carena a l'esquerra de la Tet, al nord-est del poble de Rigardà i al nord del despoblet de Vilella i de l'església romànica de Santa Eulàlia de Vilella.
Se'n té notícia des del 864/865, cosa que fa d'aquest castell un dels més antics de tot el Conflent. Servia per a vigilar la ruta del Conflent (Via Conflentana) entre Domanova i Jóc. S'abandonà possiblement al segle xiv, moment en què prengué el seu relleu la Torre de Rigardà.
El lloc on era aquest castell en conserva encara restes, tot i que molt trinxades. S'hi pot reconèixer un recinte al cim de la carena d'una 80 metres de llargària per uns 110 baixant cap al vessant nord. Al costat occidental, les restes del mur perimetral assoleixen 1,5 metres d'alçària, mentre que la resta és molt més esmicolat. Almenys tres munts importants de pedres poden ser les restes de torres: una a l'angle sud-est, un altre cent metres cap al nord i el tercer uns 60 metres encara més al nord. El costat nord del recinte coincideix amb el camí existent en aquell lloc.